# Sarlhusen
Sarlhusen er en by og kommune i det nordlige Tyskland, beliggende i Amt Kellinghusen i den nordøstlige del af Kreis Steinburg. Kreis Steinburg ligger i den sydvestlige del af delstaten Slesvig-Holsten.

## Geografi
Sarlhusen ligge 10 km vest for Neumünster ved udkanten af Naturpark Aukrug. Vandløbene Stör, Wegebek, Glasbek og Bünzau løber gennem kommunen.